# Lü Xiaojun
Lü Xiaojun (Hubei, 27 luglio 1984) è un sollevatore cinese, vincitore della medaglia d'oro a Londra 2012, d'argento a Rio de Janeiro 2016 e nuovamente d'oro a Tokyo 2020.

## Palmarès
- Giochi olimpici

Londra 2012: oro nei 77 kg.
Rio de Janeiro 2016: argento nei 77 kg.
Tokyo 2020: oro negli 81 kg.
- Mondiali

Goyang 2009: oro nei 77 kg.
Adalia 2010: argento nei 77 kg.
Parigi 2011: oro nei 77 kg.
Breslavia 2013: oro nei 77 kg.
Aşgabat 2018: oro negli 81 kg.
Pattaya 2019: oro negli 81 kg.
- Giochi asiatici

Incheon 2014: oro nei 77 kg.
- Campionati asiatici

Kanazawa 2008: argento nei 77 kg.
Tongling 2011: oro nei 77 kg.
Tashkent 2020: oro negli 81 kg.